# رحيم آباد دو (مقاطعة دورة)
رحيم‌آباد دو (بالفارسية: رحیم‌آباد دو) هي قرية تقع في قسم دورة الريفي (مقاطعة دورة) في إيران. يقدر عدد سكانها بـ 64 نسمة .